# Theodor Johannes Lehmann
Theodor Johannes Lehmann (* 10. August 1920 in Groß Wandriß bei Strehlen in Schlesien; † 29. August 1991 in Hannover) war ein deutscher Maschinenbau- und Bauingenieur, Professor für Technische Mechanik an der Ruhr-Universität Bochum.

## Leben
Lehmann studierte – nach Arbeitsdienst und sechs Jahren Wehrdienst im Zweiten Weltkrieg – ab 1946 Maschinenbau an der TH Hannover und war ab 1949 Assistent am Lehrstuhl für Mechanik, an dem er 1952 promoviert wurde (Ein Beitrag zur Theorie axial durchströmter Schaufelgitter). Anschließend arbeitete er vier Jahre als Ingenieur im Senkingwerk in Hildesheim, bevor er 1956 an die TH Hannover zurückkehrte. Er war bis 1958 Oberingenieur am Lehrstuhl für Werkzeugmaschinen und Umformtechnik (unter Otto Kienzle) und danach am Lehrstuhl für Mechanik und Festigkeitslehre bei Eduard Pestel, bei dem er sich 1959 habilitierte (Einige Betrachtungen zu den Grundlagen der Umformtechnik). Er befasste sich damals insbesondere mit Plastizitätstheorie. Er war danach dort Privatdozent und ab 1961 ordentlicher Professor für Baumechanik. 1969 wurde er der erste Professor für Technische Mechanik (Lehrstuhl Mechanik I) an der Ruhr-Universität Bochum, an der er 1985 emeritierte. Er verwaltete den Lehrstuhl aber weiter kommissarisch bis zur Ernennung seines Nachfolgers Otto Bruhns 1987.
Er starb 1991 in Hannover nach einer Operation.

## Schriften
- mit Otto Bruhns Elemente der Mechanik, 3 Bände, Vieweg 1993/94 (Band 1: Einführung, Statik, Band 2: Elastostatik, Band 3: Kinetik)
  - zuerst in 4 Bänden, Vieweg ab 1974 (2. Auflage 1984/85)
- mit Horst Klepp: Technische Mechanik, 2 Bände, Heidelberg: Hüthig 1987 (Band 1: Elastostatik, Band 2: Kinematik und Kinetik, Schwingungen, Stoßvorgänge)
- als Herausgeber: The constitutive law in thermoplasticity, Springer Verlag 1984
- als Herausgeber und Bearbeiter: Sandor Kaliszky Plastizitätslehre, VDI Verlag 1984 (aus dem Ungarischen)